# (72616) 2001 FO21
(72616) 2001 FO21 – planetoida z pasa głównego asteroid okrążająca Słońce w ciągu 5,72 lat w średniej odległości 3,2 j.a. Odkryta 21 marca 2001 roku.